# André Bloch
André Bloch (Besançon, 20 de novembro de 1893 — 11 de outubro de 1948) foi um matemático francês.